# Циманампецоце
Циманампецоце (Tsimanampetsotsa) је национални парк на крајњем југозападу Мадагаскара. Парк је добио име по сулфатном језеру у њему. Језеро је рамсарска област, и на њему је забележено присуство 112 врста птица. Од 9 врста птица коуа, њих 5 живи овде. Постоји 39 врста гмизаваца и 4 врсте лемура. У пећини живи ендемична слепа риба Typhleotris madascarensis. Карактеристичне врсте су и фламингоси, грандидијеов мунгос и зракаста корњача.

## Извор
- https://web.archive.org/web/20120612164717/http://www.parcs-madagascar.com/madagascar-national-parks_en.php?Navigation=25